# Винцент Келбаса
Винцент Келбаса (Винцент Гославский по прозвищу Келбаса) (около 1425 — 7 ноября 1478/11 мая 1479) — польский римско-католический деятель, епископ хелминский (1457—1479), каноник гнезненский (1464—1468), каноник вроцлавский (1466), секретарь королевский, секретарь королевской канцелярии (1466), препозит вислицкий (1465), канцлер познанский (1459), каноник краковский и препозит курзелувский (1464), нотариус королевской канцелярии (1456—1460).

## Биография
Степень бакалавра Краковской академии 1453 года. Он собрал несколько церковных санов, был каноником Гнезно, Познани и Кракова, а также препозитом Вислицы. Он был одним из секретарей короля Казимира IV Ягеллончика участвовал в мирных переговорах, положивших конец Тринадцатилетней войне.
В 1466 году он был назначен епископом Хелмно (королём Польши) и Помезании (великим магистром Тевтонского ордена). Он отправился в Рим, чтобы получить папское одобрение (он получил его 1 апреля 1467 года); он был рукоположен во епископа в Риме (18 апреля 1467 г.). Винцент Келбаса, как епископ Хелмно, проживал в замке в городе Любава.
В 1467 году, после смерти вармийского епископа Павла Легендорфа, варминский капитул избрал на его место Николая Тунгена. Польский король Казимир IV Ягеллончик не признал этот выбор и назначил своего ставленника Винцента Келбасу преемником Павла Легендорфа. Келбаса взял на себя управление епархией, но в конечном итоге именно Николай фон Тунген был утвержден папой на епископском престоле Вармии. Винцент Келбаса отказался от своих притязаний под страхом отлучения от церкви.
Он был первым польским епископом Хелмненской епархии (предыдущие епископы этой епархии принадлежали к Тевтонскому ордену). Хотя Винцент Келбаса редко оставался в епархии, он сделал её независимой от Тевтонского ордена. Его уважали как дипломата.